# Joseph Alphonse McNicholas
Joseph Alphonse McNicholas (* 13. Januar 1923 in St. Louis, Missouri, Vereinigte Staaten; † 17. April 1983) war ein US-amerikanischer Geistlicher und römisch-katholischer Bischof von Springfield in Illinois.

## Leben
Joseph Alphonse McNicholas empfing am 7. Juni 1949 die Priesterweihe für das Erzbistum Saint Louis.
Papst Paul VI. ernannte ihn am 31. Januar 1969 zum Weihbischof in Saint Louis und Titularbischof von Scala. Der Erzbischof von Saint Louis, John Joseph Carberry, spendete ihn am 25. März desselben Jahres die Bischofsweihe; Mitkonsekratoren waren der Koadjutorerzbischof von Saint Paul and Minneapolis, Leo Christopher Byrne, und der Bischof von Kansas City-Saint Joseph, Charles Herman Helmsing.
Am 22. Juli 1975 wurde er zum Bischof von Springfield in Illinois ernannt.